# Chlorocypha fabamacula
Chlorocypha fabamacula (лат.) — вид стрекоз из семейства Chlorocyphidae. Африка: Ангола; Демократическая Республика Конго; Замбия. Рассматривается МСОП в статусе Вызывающие наименьшие опасения.

## Описание
Среднего размера стрекозы с красноватым брюшком. Самцы похожи на C. victoriae: (a) Hw 20—22 мм, редко до 24 мм; (b) голова полностью чёрная или с желтоватыми, коричневыми или зелёными пятнами; (c) передние голени полностью чёрные; (d) по крайней мере средние и задние голени с передними белыми полосами; (e) брюшко полностью красное, иногда постепенно становится жёлтым к концу; (f) сегмент S2 в основном красный с парными чёрными (суб)апикальными метками и сегмент S3 не чёрный латерально. Однако, отличается (1) не таким широким распространением от Катанги до северной Замбии; (2) постплечевая бледная полоса обычно выделяется, а не редуцируется; (3) апикальные метки S2 не чётко изогнуты латерально. В основном реки, но также и ручьи, затенённые галерейным лесом, но иногда и в открытых ландшафтах. Часто с гравийным и/или песчаным дном, мёртвыми стволами или ветвями, и, возможно, погружёнными корнями и грубым детритом. От 600 до 1500 м над уровнем моря, но в основном между 800 и 1500 м.